# Данде
Данде (Данже) — река в Анголе, впадает в Атлантический океан, протекает по территории провинций Уиже, Северная Кванза и Бенго на северо-западе страны.
Длина реки составляет 285 км. Площадь водосборного бассейна — 10802 км². Средний расход воды в устье — 50 м³/с.
Данде начинается в горах на высоте примерно 1200 м над уровнем моря около Казанги к югу от города Негаге. В верховье течёт преимущественно на юго-запад, потом — на запад. Впадает в одноимённую бухту Атлантического океана на северной окраине городка Барра-ду-Данде.
В приустьевой пойме множество озёр, с общей площадью водной поверхности около 71 км².